# Krystal Rivers
Krystal Rivers (Birmingham, 23 maggio 1994) è una pallavolista statunitense, opposto del MTV Stoccarda.

## Carriera

### Club
La carriera di Krystal Rivers inizia nei tornei scolastici dell'Alabama, giocando per la Ramsay. Dopo il diploma entra a fare parte della squadra universitaria della Alabama, partecipando alla NCAA Division I: dopo avere saltato il torneo del 2012, gioca per le Crimson Tide dal 2012 al 2016, diventando la prima giocatrice del programma a ricevere una certificazione AVCA, inserita nella terza squadra delle All-America nel 2014.
Nella stagione 2017-18 firma il suo primo contratto in Francia, giocando la Ligue A con il Béziers, aggiudicandosi lo scudetto e venendo premiata come miglior opposto del torneo. Nella stagione seguente si accasa nella 1. Bundesliga tedesca allo MTV Stoccarda, con il quale vince quattro scudetti, due Coppe di Germania, premiata inoltre come MVP sia nell'edizione 2019-20 che in quella 2023-24, e una Supercoppa tedesca.

### Nazionale
Nell'estate del 2018 fa il suo esordio nella nazionale statunitense in occasione della Coppa panamericana, dove vince la medaglia d'oro.

## Palmarès

### Club
- Campionato francese: 1

2017-18
- Campionato tedesco: 4

2018-19, 2021-22, 2022-23, 2023-24
- Coppa di Germania: 2

2021-22, 2023-24
- Supercoppa tedesca: 1

2023

### Nazionale (competizioni minori)
- Coppa panamericana 2018

### Premi individuali
- 2014 - All-America Third Team
- 2018 - Ligue A: Miglior opposto
- 2020 - Coppa di Germania: MVP
- 2024 - Coppa di Germania: MVP